# Podotricha mellosa
Podotricha mellosa är en fjärilsart som beskrevs av Hans Ferdinand Emil Julius Stichel 1906. Podotricha mellosa ingår i släktet Podotricha och familjen praktfjärilar. Inga underarter finns listade i Catalogue of Life.